# Bactrocera strigata
Bactrocera strigata är en tvåvingeart som först beskrevs av Perkins 1934.  Bactrocera strigata ingår i släktet Bactrocera och familjen borrflugor. Inga underarter finns listade.